# لن پاورز
لن پاورز (انگلیسی: Len Powers؛ ۱۲ دسامبر ۱۸۹۴ در رادنی، آیووا - ۲۵ ژانویهٔ ۱۹۶۵ در هالیوود، لس آنجلس) فیلمبردار اهل ایالات متحده آمریکا بود.

## گزیده فیلمشناسی
- جعبه موسیقی (۱۹۳۲)
- ما عادت نداریم (۱۹۲۹)
- حکم احضار (۱۹۲۸)
- از صفر تا صد (۱۹۲۸)
- جای خواب (۱۹۲۹)
- بیگ شو (۱۹۲۳)
- مادام میستری (۱۹۲۶)
- باباهای سرگردان (۱۹۲۶)
- زندان (فیلم ۱۹۲۹) (۱۹۲۹)
- برومو و ژولیت (۱۹۲۶)
- رام‌کنندگان زن (۱۹۲۶)